# Kurarua ruficeps
Kurarua ruficeps là một loài bọ cánh cứng trong họ Cerambycidae.